# 므베야주

므베야 주의 위치

므베야주(Mbeya)는 탄자니아 남서부에 위치한 주로, 주도는 므베야이며 인구는 2,707,410명(2012년 기준)이다. 북서쪽으로는 타보라 주, 북동쪽으로는 싱기다 주, 동쪽으로는 이링가 주와 인접해 있고 남쪽으로는 잠비아, 말라위와 국경을 맞대고 있으며 서쪽으로는 루콰 주와 인접해 있다.